# Sjevernjački soul
Sjevernjački soul (eng. Northern soul) je stil glazbe koji je sredinom 1960-ih nastao (uglavnom od afroameričkog porijekla), po 'Post-mod disco' klubovima na sjeverozapadu Engleske. Pojam se odnosi na dance stilove koji su dolazili iz kluba 'Twisted Wheel' u Manchesteru, a širi se i na druge dance kuće i noćne klubove kao što su 'Golden Torch', 'Highland Rooms' i 'Wigan Casino'. Razlog nastajanja ovog stila je stvaranje velike količine kvalitetnog soula, koji je početkom zlatnog doba u šezdesetima, kada su dominirali 'Motown i 'Stax', bio zanemaren. Sjeverni soul je jednostavno izgrađen stil, koji kasnije nalikuje na disco i breakdance stilove. Sadržavajući brzu i kratku izmjenu, sjeverni soul inspiriran je scenskim nastupima američkih soul glazbenika, kao što su Little Anthony & The Imperials i Jackie Wilson.

## Povijest
Glazba koja je postala poznata kao sjeverni soul, uglavnom se sastoji od američkih soul skladbi koje su odredile stil i tempo, a snimljene su sredinom 1960-ih naovamo. Snimke se temelje na 'Motown' zvuk i objavljene su ograničenom broju unutar Sjedinjenih Država. Dok ovo uključuje manje poznate skladbe i izvođače iz 'Motowna' i 'Staxa', više ih objavljuju izdavači poput 'Okeh Records', 'Ric Tic', 'Cameo-Parkway' i 'Roulette'. Najstarija snimka koja se može nazvati ključnom za prepoznavanje sjevernog soula bila je hit skladba "I Can't Help Myself (Sugar Pie Honey Bunch)" od američkog vokalnog kvarteta 'Four Tops', a objavljuje ju izdavačka kuća 'Tamla, Motown'.
Originalna scena sjevernog soula trajala je od kraja 1960-ih do ranih 1980-ih, te se smatra ponovljenim pokretom koji se temelji na stilu glazbe izvođača ranijih godina. Najveću popularnost imao je tijekom 1970-ih godina od Afroameričkih glazbenika koji su promijenili žanr glazbe kao što su funk, jazz funk i disco, tako da se sjeverni soul oslanja na snimke iz 1960-ih godina.
Izraz 'sjeverni soul (eng. northern soul)' prvi je upotrijebio novinar i soul guru Dave Godin, 1971. godine u časopisu Blues and Soul, gdje je tada napisao "...Sve dok niste prisutni, ne vjerujem da vam pisane riječi mogu u potpunosti dočarati one posebne i jedinstvene vibracije do kojih dolazi između braće i sestara." U intervju za 'Mojo' časopis zajedno s Chrisom Huntom, Godin je objasnio da je pojam prvi put upotrijebio 1968. godine kako bi pomogao zaposlenicima u svojoj trgovini (glazbenih proizvoda), koja se nalazila u Covent Gardenu u Londonu da bi lakše razlikovali funki zvukove koji se razlikuju od Motown soula i njegovog utjecaja nekoliko godina ranije;
Veliki dio publike sjevernog soula dolazi iz kulturnog pokreta 'Mod'. Neki su ljubitelji moda počeli slušati psihodelični rock, međutim drugi su krajem šezdesetih koji su izabrali Motown i melodiozni soul za svoju plesnu glazbu, tražili od svojih DJ-a nešto više od poznatih velikih uspješnica. Počelo je nadmetanje među DJ-ma u kojima su se tražile nove skladbe, te se mnogo riskiralo i uvozilo nepoznate glazbe iz Amerike koje još nitko nije čuo, osobito na sjeverozapadu Engleske i Manchesteru. Na kraju su se stvorila dva mod smjera, jedan koji se kasnije pretvorio u skinheadse i drugi koji čini osnovu scene sjevernog soula.
Rani sjeverni soul uključivao je elemente klasičnog modnog stila oblačenja, a oni su, šarene jakne, Ben Shermans košulje (također šarene i raskopčane), veliki broj gumbića i bakandže na nogama i uske Levi's jeans hlače. Ima elementa koji se nisu povezivali s mod stilom, a bili su popularni u to vrijeme poput majica za kuglanje. Kasnije su izvođači sjevernog soula počeli nositi ležerniju odjeću radi lakšeg i praktičnijeg oblačenja. To je bio stil sa širokim pojasevima, širokim Oxford sportskim hlačama i prslukom. A često su bili prekriveni raznim bedževima koji su predstavljali članstvo u soul klubovima.
Prvi noćni klub koji je počeo popularizirati sjeverni soul, bio je 'Twisted Wheel' klub iz Manchestera, sa svojim renomiranim DJ-em Rogerom Eagleom. Klub je otvoren 1963., a zatvoren 1971. godine. Ostali klubovi u to rano doba bili su 'The Mojo' iz Sheffielda, 'The Catacombs' iz Wolverhamptona, 'Golden Torch' iz Stoke, 'Room at the Top' iz Wigana, 'the Wigan Casino' (1973. do 1981.), 'the Blackpool Mecca' i 'Va Va's in Bolton'. Sjeverni soul svoju najveću popularnost imao je od sredine do kraja 1970-ih. 1978. godine klub 'Wigan Casino', po američkom 'Billboard' časopisu, glasio je za svjetski broj jedan među disko klubovima. U to je vrijeme također svjetski poznati bio noćni klub 'Studio 54' iz New Yorka, a godinu dana ranije i 'Paradise Garage'. Ove je klubove svaki tjedan posjećivalo po nekoliko tisuća ljudi, međutim ponuda novih hitova bila je vrlo rijetka i s vremenom je popularnost počela opadati, a slijedom toga mnogi obožavatelji odlaze i priklanjaju se dugim stilovima. Kada je 1981. godine zatvoren klub 'Wigan Casino', mnogi su obožavatelji vjerovali da je to zbog toga što je sjeverni soul probio granicu nezainteresiranosti. Modni preporeod 1970-ih, koji je obuhvatio kulturni stil 'scooterboy' (kulturni stil koji se bazira na scooter motorima), a kasnije i acid jazz, proizvodi novi val obožavatelja. Svoju popularnost ovaj stil ipak nalazi i u 1980-ma kada ga obuzima val objavljivanja albuma i kompilacija od malih i nezavisnih britanskih izdavača kao što su 'Kent Records', 'Goldmine' i 'Soul Supply'. Mnoga od ovih izdanja dio su DJ kolekcionara koji su bili originalni dio ove scene. 1980-te su vrlo loš period za sjeverni soul za razliku od 1970-ih kada je otvoreno na stotine klubova po mjestima kao što su Bradford, London, Peterborough, Leighton Buzzard, Whitchurch, Coventry i Leicester. Ranije je većina skladbi koja je svirala po klubovima sjevernog soula bila brza poput one koju su izvodili crni glazbenici, međutim 1980-ih DJ-i sjevernog soula počinju dodavati lakši tempo melodijama, puštati lagane balade i skladbe koje nisu afroamerička djela poput kanadske pjevačice Gale Garnett.

## Vanjske poveznice
- Northernsoul.net  Arhivirana inačica izvorne stranice od 4. studenoga 2008. (Wayback Machine) - Sjeverni soul - Jukebox
- Northernsoulmusic.co - Sve o sjevernom soulu